# Darja Ustinowa
Darja Ustinowa, ros. Дарья Константиновна Устинова (ur. 29 sierpnia 1998 w Jekaterynburgu) – rosyjska pływaczka, specjalizująca się w stylu grzbietowym, medalistka mistrzostw świata i mistrzostw Europy.

## Kariera pływacka
W 2013 roku zdobyła pięć złotych medali mistrzostw Europy juniorów: na 50 i 100 m grzbietem oraz w sztafetach 4 × 100 m stylem dowolnym, 4 × 100 m stylem zmiennym i również w sztafecie mieszanej 4 × 100 m stylem zmiennym.
W tym samym roku wywalczyła brązowy medal mistrzostw świata w Barcelonie w sztafecie 4 × 100 m stylem zmiennym (wspólnie z Juliją Jefimową, Swietłaną Czimrową, Wieroniką Popową i Anną Biełousową).
Również w 2013 roku została mistrzynią Europy na krótkim basenie w Herning w sztafecie 4 × 50 m stylem zmiennym (wspólnie z Juliją Jefimową, Swietłaną Czimrową i Rozaliją Nasrietdinową). Rok później, ze względu na wykrycie dopingu u Jefimowej, sztafeta została zdyskwalifikowana.